# Calceolaria plectranthifolia
Calceolaria plectranthifolia är en toffelblomsväxtart som beskrevs av Wilhelm Gerhard Walpers. Calceolaria plectranthifolia ingår i släktet toffelblommor, och familjen toffelblomsväxter. Inga underarter finns listade i Catalogue of Life.